# Велика Лаба
Велика Лаба — річка в Росії. Бере початок в льодовиках гори Пшиш (3 790 м) в Карачаєво-Черкесії на кордоні з Абхазією.
Річка приймає в себе ряд приток. Права притока Пхия (бере початок на льодовику гори Закин-сирт (3097 м)). Ліві притоки: Санчаро, Макера, Мамхурц, Дамхурц, Закан (бере початок на льодовиках Головного Кавказького хребта), Беськес. 
На Великій Лабі розташовано село Курджіново, ряд селищ, основаних для лісорозробок (Пхия, Загедан, Дамхурц, Рожкао, козацький хутір Псемен тощо), села і станиці (Предгірне, Підскальне, Єршов — Карачаєво-Черкесія; Ахметовська, Чернореченська, Гофіцьке — Краснодарський край). У станиці Каладжінська Велика Лаба зливається з Малою Лабою утворюючи річку Лабу.